# Квінт Фабій Бутеон
Квінт Фа́бій Бутео́н (лат. Quintus Fabius Buteo; ? — після 168 до н. е.) — політичний та державний діяч Римської республіки, претор 181 року до н. е.

## Життєпис
Походив з патриціанського роду Фабіїв. Про молоді роки немає відомостей. У 181 році до н. е. його обрано претором. Як провінцію отримав Цизальпійську Галлію, якою керував до 180 року до н. е. У 179–178 роках до н. е. займався створенням латинської колонії в Пізі. Тоді ж став патроном цього міста. У 168 році до н. е. був у складі делегації, яка розглядала суперечки між містами Піза та Луна. Про подальшу долю Бутеона немає відомостей.

## Родина
Сини:
- Квінт Фабій Бутеон
- Гай Фабій Адріан